# Joseph van Severdonck
Pour les articles homonymes, voir van Severdonck.
Joseph van Severdonck, né à Bruxelles le 27 mars 1819 et mort à Schaerbeek le 11 novembre 1905, est un artiste peintre belge. 

## Biographie

### Formation
Joseph van Severdonck étudie l’art de la peinture sous la direction de Gustave Wappers. Sa préférence l'incite à créer des œuvres artistiques ayant un thème historique. Il est le frère aîné du peintre François van Severdonck.

### Carrière
En 1865, il devient professeur à l'Académie royale des beaux-arts de Bruxelles, où il dispense le cours de « dessin d'après modèles anciens » et à partir de 1875 le cours « peinture d'après modèles ».

## Œuvres
- Le Jugement de Salomon (c.1850).

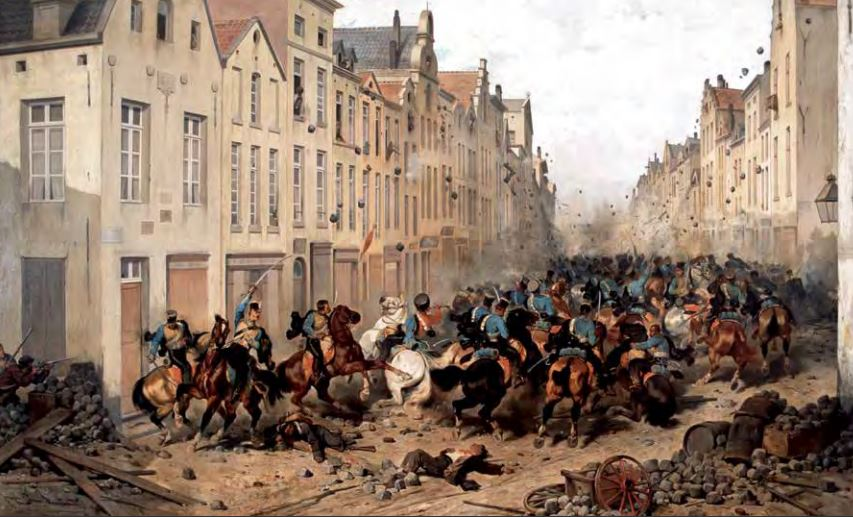
Retraite de la cavalerie hollandaise sur la Vlaamsesteenweg à Bruxelles en 1830.

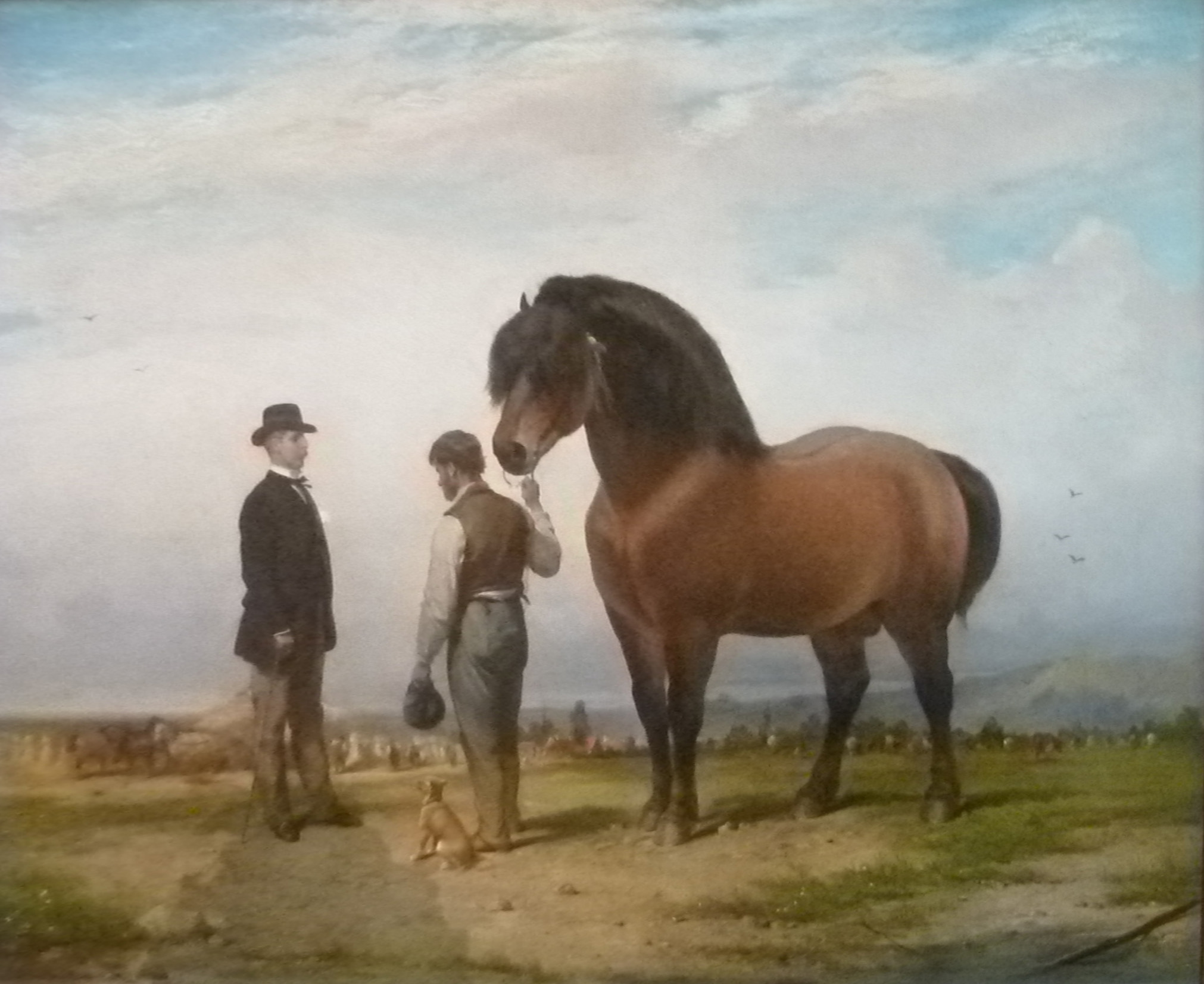
Scène animée de récolte avec cheval et chien.

- Chemin de croix, en collaboration, (1850-1852), dans l'église Notre-Dame du Finistère à Bruxelles[2].
- Les Quatorze stations du chemin de croix dans l’église Notre-Dame d'Harscamp de Namur.
- La Bataille de Graveungen (1855).
- La Défense de Tournay en 1581.
- La Visitation (1862).
- La Bataille de Vucht dans l'Ancien palais de justice de Gand.
- Après les manœuvres (1893)[3]
- Reconnaissance dans le bois (1893)[3].
- La Prestation de serment de S.A.R. le prince Albert à la caserne de Sainte-Élisabeth le 17 décembre 1892[3].

## Distinction
- Officier de l'ordre de Léopold (16 janvier 1892)[4].